# Lou Hunter
Lou Hunter, właśc. Joseph Garvin Hunter, (ur. 4 października 1899 w Louisville, zm. 10 września 1984 w Santa Barbara) – amerykański sportowiec, olimpijczyk, zdobywca złotego medalu w turnieju rugby union na Letnich Igrzyskach Olimpijskich w 1920 roku w Antwerpii.

## Kariera sportowa

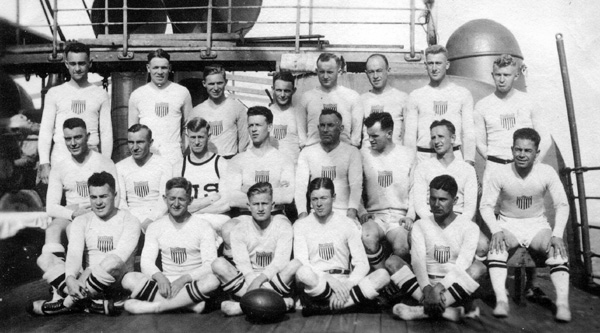
Olimpijska drużyna USA z 1920 roku

Podczas studiów na Santa Clara University występował w barwach Santa Clara Broncos.
Ze złożoną w większości ze studentów uniwersytetów Santa Clara, Berkeley i Stanford reprezentacją Stanów Zjednoczonych uczestniczył w turnieju rugby union na Letnich Igrzyskach Olimpijskich 1920. W rozegranym 5 września 1920 roku na Stadionie Olimpijskim spotkaniu amerykańska drużyna pokonała faworyzowanych Francuzów 8–0
, a Hunter zdobył jedyne przyłożenie tego pojedynku. Jako że był to jedyny mecz rozegrany podczas tych zawodów, oznaczało to zdobycie złotego medalu przez zawodników z Ameryki Północnej.
Był to jego jedyny występ w reprezentacji kraju.
Wraz z pozostałymi amerykańskimi złotymi medalistami w rugby union został w 2012 roku przyjęty do IRB Hall of Fame.